# Szamasz-metu-uballit
Szamasz-metu-uballit (akad. Šamaš-metu-uballiṭ, w transliteracji z pisma klinowego zapisywane m(d)GIŠ.NU/NU11-UG5.GA-TI.LA; tłum. „Szamasz ożywił zmarłego”) – asyryjski książę, syn Asarhaddona (681-669 p.n.e.), brat Aszurbanipala (669-627? p.n.e.).
Szamasz-metu-uballit w powiązaniu z innymi członkami rodziny królewskiej wzmiankowany jest w dwóch tekstach: uszkodzonym dokumencie administracyjnym opisującym przygotowania do ceremonialnego bankietu i tzw. Traktacie królowej Zakutu. W pierwszym z nich, w nieznanym z powodu uszkodzenia tekstu kontekście, wymieniany jest „następca tronu” (Aszurbanipal), Szerua-eterat, Szamasz-szuma-ukin, Aszur-etel-szame-erseti-muballissu, a następnie Szamasz-metu-uballit. W drugim tekście królowa Zakutu, działając w imieniu swego „ukubionego wnuka” Aszurbanipala, który dopiero co zasiadł na asyryjskim tronie, zmusza Szamasz-szuma-ukina, Szamasz-metu-uballita i innych niewymienionych z imienia braci Aszurbanipala do złożenia mu przysięgi wierności.
Opierając się na pewnych wzmiankach w tekstach Elnathan Weissert zasugerował, iż Szamasz-metu-uballit mógł być - po Sin-nadin-apli i Szamasz-szuma-ukinie - trzecim najstarszym synem Asarhaddona. Tym samym, po śmierci Sin-nadin-apli, który wyznaczony był pierwotnie na następcę tronu, Szamasz-szuma-ukin i Szamasz-metu-uballit pozostaliby jedynymi starszymi żyjącymi braćmi Aszurbanipala. O tym, iż Aszurbanipal, już po wyznaczeniu na nowego następcę tronu, posiadał więcej niż jednego starszego brata, świadczy wzmianka w Traktacie sukcesyjnym Asarhaddona (wersy 55-56), w którym składający przysięgę przyrzeka Aszurbanipalowi, iż nie osadzi na tronie asyryjskim żadnego z „jego braci, starszych lub młodszych” (ŠEŠ.MEŠ-šú GAL.MEŠ TUR.MEŠ). Sam Aszurbanipal w jednej ze swych inskrypcji (K 2694+) stwerdza również, iż to właśnie on „spośród swych starszych braci” był ulubionym synem Asarhaddona. Warto zaznaczyć, iż w jakiś czas po powstaniu inskrypcji słowo „starszych” (rabûtu) zostało z niej usunięte. Zdaniem Elnathana Weisserta najlepszym kandydatem na „brakującego” starszego brata Aszurbanipala jest Szamasz-metu-uballit, jako że to właśnie on wymieniany jest obok Szamasz-szuma-ukina w Traktacie królowej Zakutu. Żaden z zachowanych tekstów nie wyjaśnia jednak, czemu Szamasz-metu-uballit miałby być pominięty przy wyborze nowego następcy tronu. Opierając się na jego imieniu („Szamasz ożywił zmarłego”) Weissert zaproponował, że powodem mogło być jego słabe zdrowie. Inni badacze wskazują jednak, iż w korpusie znanych tekstów nowoasyryjskich nie ma ani jednego, który mówiłby o złym stanie zdrowia tego księcia, a jego imię odnosić się może równie dobrze do jakichś komplikacji związanych z jego narodzinami.
Szamasz-metu-uballita, biorą pod uwagę rzadkość jego imienia, należy najprawdopodobniej identyfikować z jego imiennikiem, który w korpusie tekstów nowoasyryjskich wzmiankowany jest w trzech dokumentach administracyjnych i jest autorem trzech listów do króla.
|  |  |  |  |  |  |                    |                    |                    |                    |                    |                    |  |  |                        |                        |                        |                        |                        |                        |  |  |                          |                          |                          |                          |                          |                          |  |  |                  |                  |                  |                  |                  |                  |  |  |                          |                          |                          |                          | Asarhaddon               |                          |  |  |                        |                        |                        |                        |                        |                        |  |  |                                        |                                        |                                        |                                        |                                        |                                        |  |  |                    |                    |                    |                    |                    |                    |  |  |                               |                               |                               |                               |                               |                               |  |  |                     |                     |                     |                     |                     |                     |
|  |  |  |  |  |  |                    |                    |                    |                    |                    |                    |  |  |                        |                        |                        |                        |                        |                        |  |  |                          |                          |                          |                          |                          |                          |  |  |                  |                  |                  |                  |                  |                  |  |  |                          |                          |                          |                          |                          |                          |  |  |                        |                        |                        |                        |                        |                        |  |  |                                        |                                        |                                        |                                        |                                        |                                        |  |  |                    |                    |                    |                    |                    |                    |  |  |                               |                               |                               |                               |                               |                               |  |  |                     |                     |                     |                     |                     |                     |
|  |  |  |  |  |  |                    |                    |                    |                    |                    |                    |  |  |                        |                        |                        |                        |                        |                        |  |  |                          |                          |                          |                          |                          |                          |  |  |                  |                  |                  |                  |                  |                  |  |  |                          |                          |                          |                          |                          |                          |  |  |                        |                        |                        |                        |                        |                        |  |  |                                        |                                        |                                        |                                        |                                        |                                        |  |  |                    |                    |                    |                    |                    |                    |  |  |                               |                               |                               |                               |                               |                               |  |  |                     |                     |                     |                     |                     |                     |
|  |  |  |  |  |  | Sin-nadin-apli syn | Sin-nadin-apli syn | Sin-nadin-apli syn | Sin-nadin-apli syn | Sin-nadin-apli syn | Sin-nadin-apli syn |  |  | Szamasz-szuma-ukin syn | Szamasz-szuma-ukin syn | Szamasz-szuma-ukin syn | Szamasz-szuma-ukin syn | Szamasz-szuma-ukin syn | Szamasz-szuma-ukin syn |  |  | Szamasz-metu-uballit syn | Szamasz-metu-uballit syn | Szamasz-metu-uballit syn | Szamasz-metu-uballit syn | Szamasz-metu-uballit syn | Szamasz-metu-uballit syn |  |  | Aszurbanipal syn | Aszurbanipal syn | Aszurbanipal syn | Aszurbanipal syn | Aszurbanipal syn | Aszurbanipal syn |  |  | Aszur-takisza-liblut syn | Aszur-takisza-liblut syn | Aszur-takisza-liblut syn | Aszur-takisza-liblut syn | Aszur-takisza-liblut syn | Aszur-takisza-liblut syn |  |  | Aszur-mukin-pale’a syn | Aszur-mukin-pale’a syn | Aszur-mukin-pale’a syn | Aszur-mukin-pale’a syn | Aszur-mukin-pale’a syn | Aszur-mukin-pale’a syn |  |  | Aszur-etel-szame-erseti-muballissu syn | Aszur-etel-szame-erseti-muballissu syn | Aszur-etel-szame-erseti-muballissu syn | Aszur-etel-szame-erseti-muballissu syn | Aszur-etel-szame-erseti-muballissu syn | Aszur-etel-szame-erseti-muballissu syn |  |  | Sin-per’u-ukin syn | Sin-per’u-ukin syn | Sin-per’u-ukin syn | Sin-per’u-ukin syn | Sin-per’u-ukin syn | Sin-per’u-ukin syn |  |  | Aszur-szarrani-muballissu syn | Aszur-szarrani-muballissu syn | Aszur-szarrani-muballissu syn | Aszur-szarrani-muballissu syn | Aszur-szarrani-muballissu syn | Aszur-szarrani-muballissu syn |  |  | Szerua-eterat córka | Szerua-eterat córka | Szerua-eterat córka | Szerua-eterat córka | Szerua-eterat córka | Szerua-eterat córka |